# آكل نمل حرشفي صيني
آكل النمل الحرشفي الصيني (الإسم العلمي: Manis pentadactyla) أو البنغولين الصيني هو نوع من أنواع آكل النمل الحرشفي، الذي يعتبر موطنه الأصلي شبه قارة الهندي الشمالية، والأجزاء الشمالية من جنوب شرق آسيا وجنوب الصين. وقد تم إدراجه على أنه نوع مهدد بخطر انقراض أقصى في القائمة الحمراء للاتحاد الدولي لحفظ الطبيعة منذ عام 2014، حيث تشير التقديرات إلى أن أعداده البرية قد انخفضت بأكثر من 80 ٪ في غضون ثلاثة أجيال من آكل النمل الحرشفي، أي ما يعادل 21 عامًا. وهو نوع مهدد بالإصطياد الغير قانوني من أجل التجارة به بشكل غير شرعي وغير قانوني.

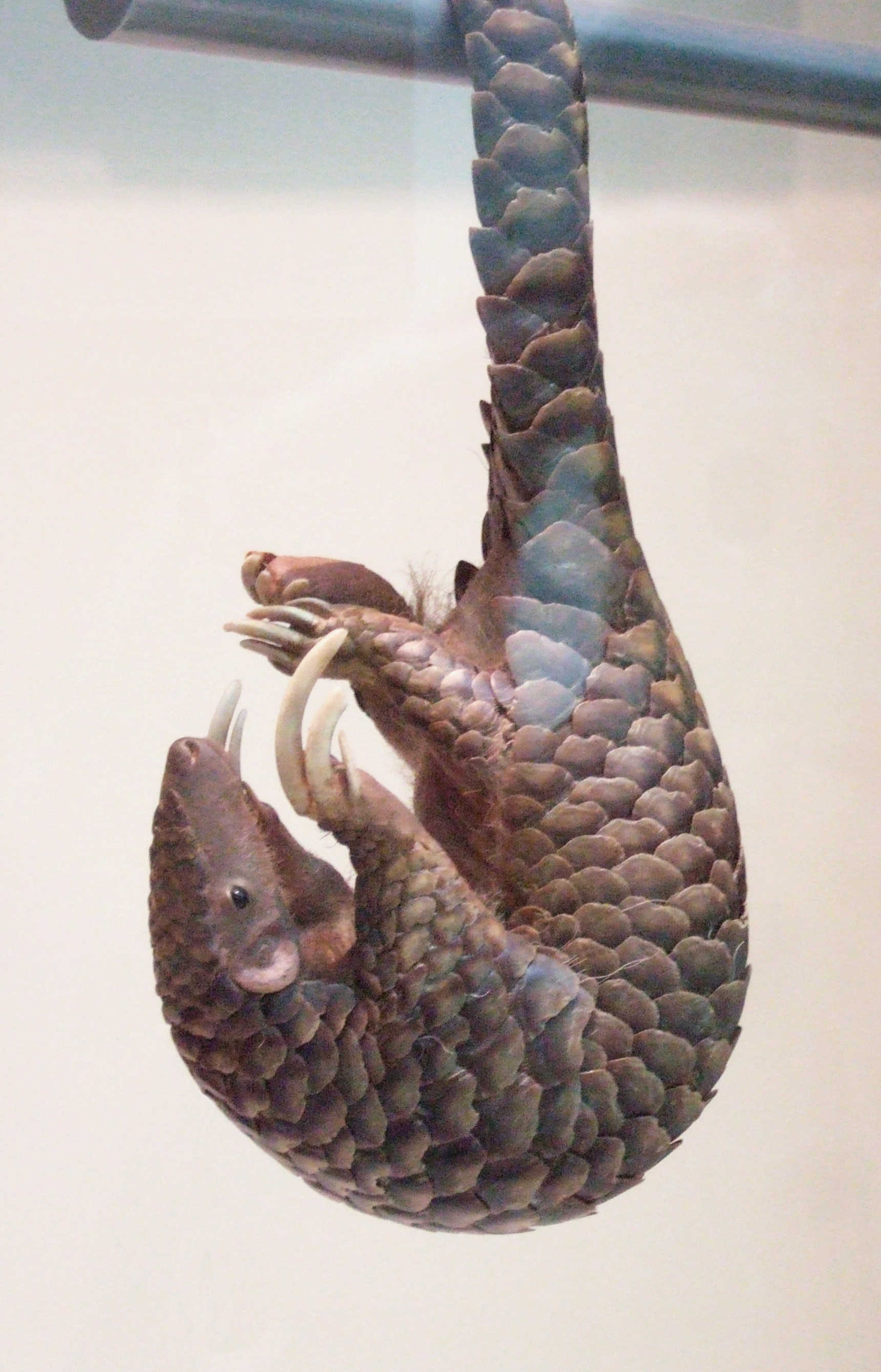
يمتلك آكل النمل الخرشفي الصيني على ذيل قابض

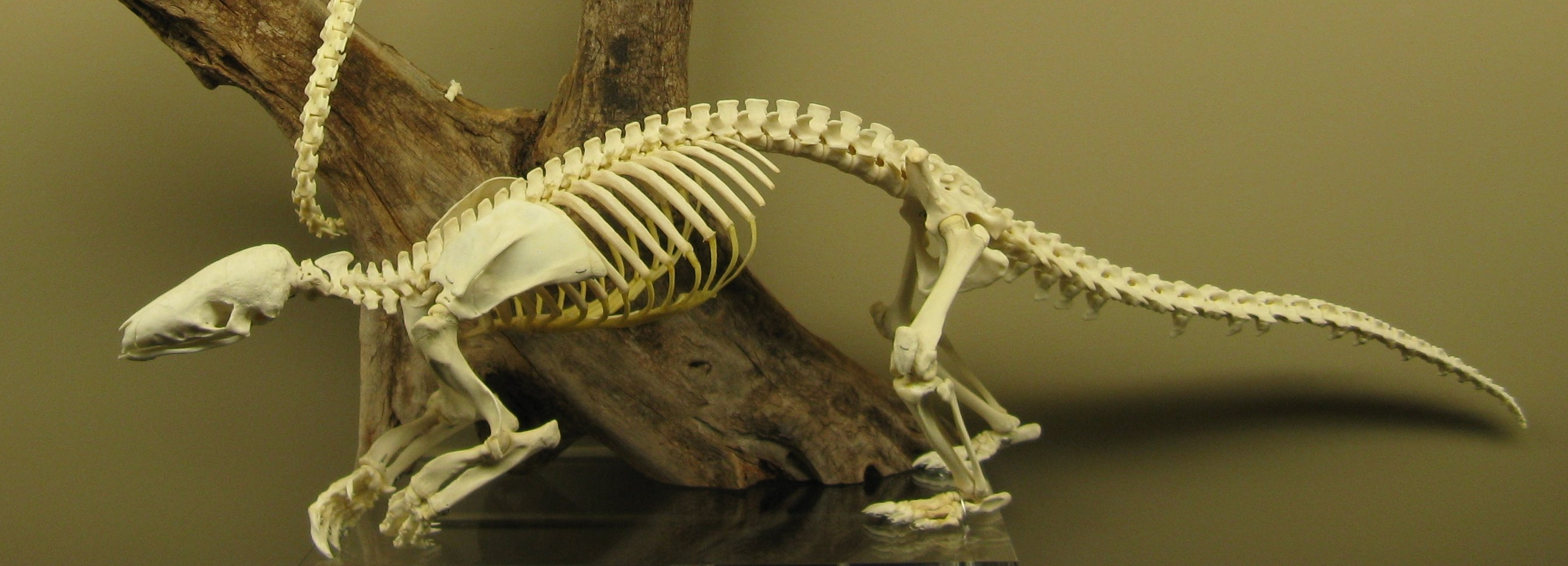
هيكل عظمي لحيوان آكل النمل الحرشفي معروض في متحف علم العظام

## التصنيف
الإسم العلمي لآكل النمل الحرشفي الصيني - Manis pentadactyla هو اسم اقترحه كارولوس لينيوس عام 1758. في القرن التاسع عشر والقرن العشرين، تم جمع ووصف عدة عينات من مخلوقات آكل النمل الحرشفي الصيني:
- Manis pentadactyla auritus بقلم برايان هوتون هودجسون في عام 1836
- Manis pentadactyla pusilla بقلم جويل أساف ألين في عام 1906

## موائله وتوزيعه
الموطن الأصلي لحيوانات آكل النمل الحرشفي الصيني يعتبر جنوب نيبال وشمال الهند وبوتان وبنغلاديش وميانمار وشمال الهند الصينية وجنوب الصين، ويشمل ذلك جزيرة هاينان ومعظم تايوان. تم توثيق تواجد هذه المخلوقات حتى ارتفاع يصل لحوالي 3,000 متر (9,800 قدم) .

## السلوك والبيئة
يعتبر آكل النمل الحرشفي الصيني حيوان ليلي سريًا إلى حد ما. يتحرك ببطء. تعمل حراشفه الصلبة كغطاء واقي من الحيوانات المفترسة، وعندما يشعر بخطر أو بتهديد ما، يقوم بلف جسده على شكل كرة («تدوير»).

### النظام الغذائي

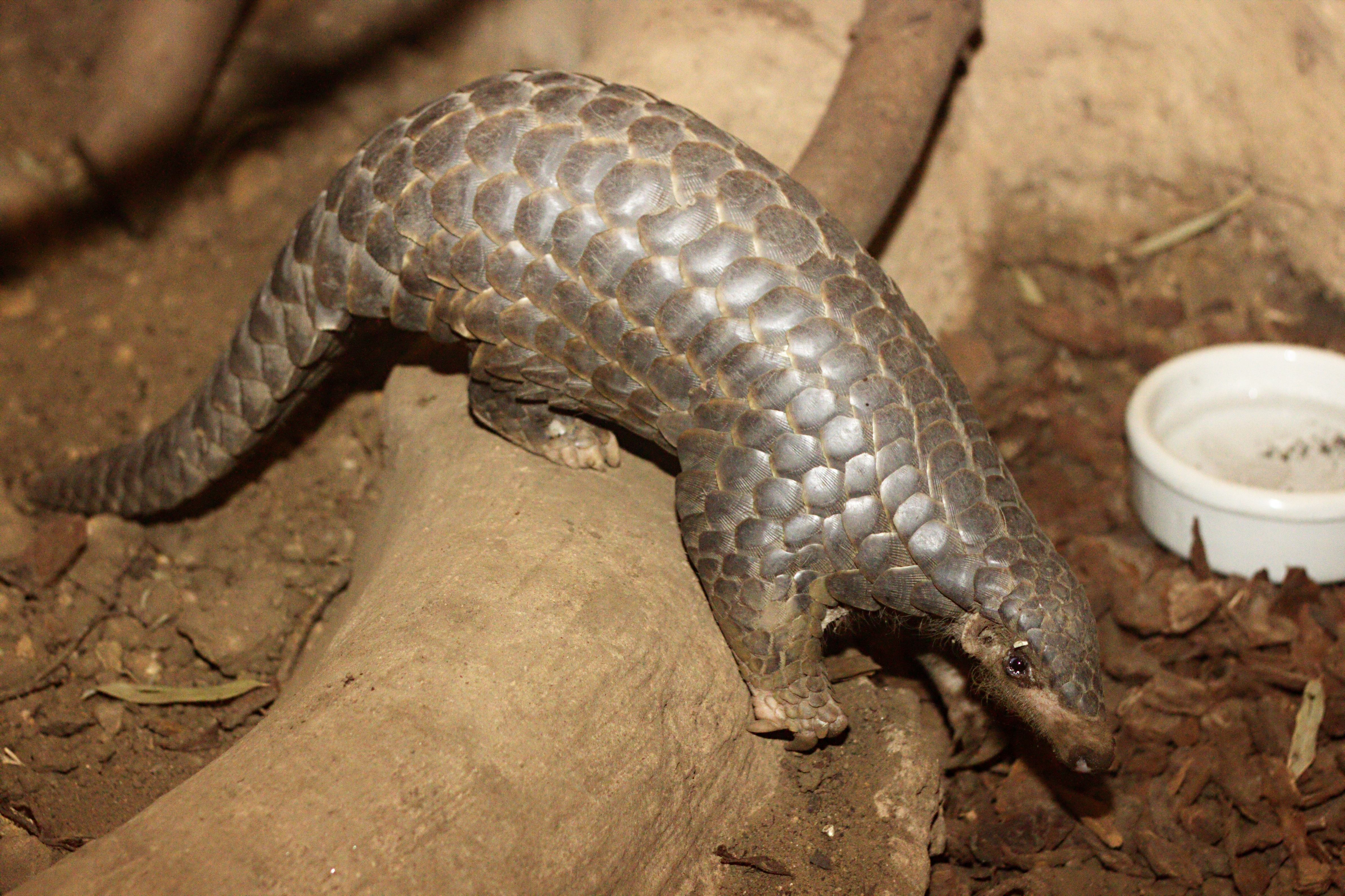
آكل نمل حرشفي صيني في حديقة حيوان لايبزيغ

يتغذى آكل النمل الحرشفي الصيني بشكل رئيسي على الحشرات، وخاصة النمل الأبيض والنمل. حيث يحفر في أعشاش النمل وتلال النمل الأبيض بمخالبه الأمامية الكبيرة ويستخرج الحشرات بلسانه الطويل واللزج. يحفر آكل النمل الحرشفي الصيني جحورًا طويلة في الأرض، والتي يستخدمها للنوم ومطاردة النمل الأبيض. يمكن أن تصبح عملية توفير الطعام المناسب للحيوانات الأسيرة من هذا النوع أمرًا شاقًا ومهمة صعبة، نظرًا للنظام الغذائي المحدد الذي تتبعه هذه الأنواع. منذ سبعينيات القرن الماضي «أصبحت حيوانات آكل النمل الحرشفي غير معروفة تقريبًا للزوار، وهي تُعرض بشكل غير متكرر في حدائق الحيوان»، «وكان يعتبر، بشكل يوثقه التاريخ، من الصعب الحفاظ عليها وإبقائها، حيث تموت معظم الحيوانات الأسيرة من هذا النوع خلال فترة قصيرة من بعد أن تم القبض عليها وأسرها». عندما يكون هذا النوع في موطنه الطبيعي، يعيش «على نظام غذائي من النمل والنمل الأبيض واللافقاريات الأخرى المختلفة بما في ذلك يرقات النحل والذباب والديدان وديدان الأرض والصراصير». بعد إنشاء عدة وصفات جديدة وأكثر استدامة بعناية في حدائق الحيوان، تضمنت بعض المكونات المستخدمة لإطعامه في الأسر: «البيض واللحوم (لحم البقر المطحون، لحم الحصان، غذاء القطط المعلب)، منتجات الحليب المتبخر، مسحوق الحليب، بروتين الأسماك، أوراق نبات السحلبية، الطعام التجاري، بزر قطونة، الجزر، الخميرة، متعدد الفيتامينات، والحشرات (خليط من يرقات دودة القز، الأرض، النمل، النمل الأبيض، وجبة ديدان، أو الصراصير)». وقد تم الملاحظة في عدد من حدائق الحيوانات، التي أبقت حيوانات آكل النمل الحرشفي الصيني في الأسر في حدائقها، أن الحيوانات ماتت بشكل عام بعد بضع سنوات، دون التكاثر بنجاح. يزعم الباحثون أن هذه النتيجة مرتبطة بـ «التقبل الرديئ للوجبات التي يتم تقديمها لها في الأسر ومشاكل في الجهاز الهضمي». تعتبر حيوانات آكل النمل الحرشفي الصيني كأنواع التي يهددها مخاطر بدرجات عالية؛ التي من شأنها أن تدفعها نحو الانقراض.

## التهديدات
أكبر تهديد تواجهه مخلوقات آكل النمل الحرشفي الصيني هو الصيد الغير قانوني وغير المشروع. يأكل الشعب الصيني لحوم هذه الحيوانات، وتستخدم حراشفها كمكون في الطب الصيني التقليدي. في ستينيات القرن الماضي، كان يتم إصطياد ما يقرب من 170,000 إلى 180,000 آكل نمل حرشفي صيني سنويًا عبر المقاطعات الصينية فوجيان وهونان وقوانغشي وقويتشو ويونان وقوانغدونغ. حظرت ومنعت معاهدة التجارة العالمية لأصناف الحيوان والنبات البري المهدد بالانقراض في عام 2002 من بيع حيوانات آكل النمل الحرشفي الصيني عبر الحدود الوطنية. على الرغم من أن الصين قد سنت بالفعل قوانين لحماية هذه المخلوقات، قد لا يكون ذلك كافيا لإنقاذ هذه الأنواع. تشير معاهدة التجارة العالمية لأصناف الحيوان والنبات البري المهدد بالانقراض إلى أن حيوانات آكل النمل الحرشفي هي أكثر الثدييات التي يتم المتاجرة بها وصيدها. يتم اصطياد أنواع آكل النمل الحرشفي الصيني من أجل لحمها والمخالب والحراشف. تم الإبلاغ عن بيع لحم آكل النمل الحرشفي، الذي يعتبر طعامًا شهيًا في أجزاء من الصين وفيتنام، بسعر الذي قد يصل حتى إلى 200 دولار أمريكي / كجم. حراشف آكل النمل الحرشفي ودمه مطلوبان في آسيا بسبب مزاياها الطبية المفترضة. تُباع حراشف حيوانات آكل النمل الحرشفي الصيني لعلاج مجموعة متنوعة من الأمراض، مثل، السرطان واضطراب المعدة والربو. كما وتستخدم أجزاء أخرى من أجسام آكل النمل الحرشفي في الطب الصيني التقليدي. وفقًا لأحد الاستطلاعات التي تم إنشاؤها في عام 2013، يعتقد بعض المواطنين النيباليين أن حراشف مخلوقات آكل النمل الحرشفي تجلب حظًا سعيدًا.
على الرغم من أن حيوانات آكل النمل الحرشفي محمية بموجب التشريعات منذ سنوات السبعينيات والثمانينيات، إلا أن الناس ما زالوا يؤولوا إلى إصطياد هذه الحيوانات المهددة بالانقراض. بعد عمليات تفتيش عشوائية في تاريخ 28 مايو 2014، في ميناء كواي تشونغ للشحن في هونغ كونغ، احتجز المسؤولون كميات من الحراشف المأخوذة من ما يقرب لحوالي 8000 آكل نمل حرشفي. بعد أسبوعين فقط، استولى مسؤولو هونج كونج على شحنة ثانية تحتوي على حراشف من حوالي 5000 آكل نمل حرشفي. صرح مدير التحقيقات في وزارة البيئة والغابات الإندونيسية، رافلز بانجايتان، لصحيفة جاكرتا بوست أنه في أكتوبر 2011، كان لدى وكالته 587 قضايا حالة اتجار بحيوانات آكل النمل الحرشفي منذ عام 2006. تقدر بقيمة حوالي 4.3 مليون دولار أمريكي من حيوانات آكل النمل الحرشفي في السوق غير القانونية.
قدرت مجلة حدود في البيئة والبيئة المحيطة (اسم المجلة بالإنجليزية: Frontiers in Ecology & Environment) أنه كل عام، يتم إعتراض بقايا التي تعود لحوالي ما يقارب من 10,000 حيوان آكل نمل حرشفي. يدعي كل من زاو-من زجو وماكدونالد من حدود في البيئة والبيئة المحيطة، أنه حسب سجلاتهما، قد تم القبض على 220 حيوان آكل نمل حرشفي وبقايا تعود لحوالي 4909 حيوان آكل حرشفي ميت في 43 إجراء من إجراءات تنفيذات القانون منذ عام 2010. 
في أبريل 2013، استولى خفر السواحل الفلبيني على قارب يحتوي على ما يقدر بحوالي 22,000 رطل (10,000 كـغ) من لحم حيوانات آكل النمل الحرشفي و 400 صندوقًا تحتوي على الآلاف من حيوانات آكل النمل الحرشفي المسلوخة (تم إزالة جلدها) والمجمدة ومخلوقات آكلات النمل الحرشفية من إندونيسيا. حكمت المحكمة الابتدائية الإقليمية في مدينة بورتو برنسس، في مقاطعة بالاوان على قبطان القارب بالسجن لمدة 12 عامًا واستلم كل فرد من أفراد الطاقم على حكم من ست إلى 10 سنوات. كما وتم تغريم كل عضو من أعضاء طاقم القارب بمبلغ 100,000 دولار. 

## حالة الحفظ
في عام 2016، نقلت معاهدة التجارة العالمية لأصناف الحيوان والنبات البري المهدد بالانقراض إدراج حيوانات آكل النمل الحرشفي الصيني من الملحق الثاني، المحدد للأنواع الغير مهددة بالانقراض بشكل مباشر ولكنها بحاجة إلى الحماية لمنع الإفراط في صيدها، إلى الملحق الأول، المخصص للأنواع الأكثر تعرضًا لتهديد الانقراض بشكل مباشر. قائمة الملحق الأول تحظر التجارة التجارية في العينات (الحيوانات) التي يتم اصطيادها من البرية. قامت العديد من البلدان بالفعل، التي تعيش مخلوقات آكل النمل الحرشفي في نطاقها، بسن تشريعات لحمايتها:
- 1972 - قامت الهند بحماية حيوانات آكل النمل الحرشفي الصيني بالكامل، بتصنيفها على أنها من الأنواع المدرجة في الجدول الأول بموجب قانون حماية الحياة البرية.
- 1973 - صنفت نيبال هذه الحيوانات ضمن حيوانات الجدول الأول، المحمية بموجب قانون حماية المتنزهات الوطنية والحياة البرية.
- 1976 - نفذت هونغ كونغ قانون حماية الحيوانات البرية لحماية هذه الأنواع وغيرها من الأنواع المهددة بالانقراض.
- 1989 - صنفت الصين الأنواع هذه على أنها حيوانات محمية من الفئة الثانية بموجب قانون حماية الحياة البرية.
- 1990 - أضافت تايوان جنس بنغوليات (آكل النمل الحرشفي) بالكامل للحماية بموجب قانون حماية الحياة البرية، الذي تم تمريره لأول مرة في عام 1989.
- 1992 - زادت الصين من حماية هذه الأنواع باستخدام التنظيمات المتعلقة بتنفيذ تشريع حماية الحيوانات البرية التي تعيش على سطح الأرض (لا يشمل ذلك المخلوقات المائية). في نفس العام، صنفت تايلاند جنس بنغوليات (اسم الجنس باللغة الإنجليزية: Manis) على أنه محمي بموجب قانون الحفاظ على الحيوانات البرية وحمايتها B.E. 2535
- 1994 - سنت ميانمار قانون حماية الحياة البرية والنباتات البرية وحفظ المناطق الطبيعية، الذي يحمي هذه الأنواع بالكامل.
- 2000 - وضعت الصين عقوبات أكثر تحديدا لمعاقبة الجرائم التي تتعلق بمخلوقات آكل النمل الحرشفي على وجه التحديد.
- 2006 - سنت الصين تنظيمات المتعلقة بإدارة استيراد وتصدير أنواع الحيوانات والنباتات البرية المهددة بالانقراض، لتلبية المبادئ التوجيهية لاتفاقية الاتجار الدولي في أنواع الحيوانات والنباتات البرية المعرضة للانقراض. بالإضافة إلى ذلك، زادت هونغ كونغ من حماية آكل النمل الحرشفي الصيني من خلال قانون حماية أنواع الحيوانات والنباتات المهددة بالانقراض. في عام 2006، صنفت فيتنام هذه الحيوانات على أنها من الأنواع المحمية بالكامل في المجموعة IIB من المرسوم 32 في إدارة الأنواع المعرضة للانقراض والثمينة والنادرة من النباتات والحيوانات البرية.
- 2007 - كثفت الصين تنظيماتها الخاصة باستخدام حيوانات آكل النمل الحرشفي في الأدوية التقليدية من خلال إنهاء تراخيص صيد حيوانات آكل النمل الحرشفي، واشتراط تسجيل المخزونات الحالية من حراشف حيوانات آكل النمل الحرشفي وأن تخضع هذه المخزونات للتجارة فقط من خلال الجهات المشترية المعينة المسجلة، مثل المستشفيات. وفي الوقت نفسه، أعلنت لاوس أن هذه الأنواع قريبة من حافة الانقراض، ولكنها ذات أهمية عالية في فئة الحظر في قانون الحياة البرية والأحياء المائية.
- 2012 - منحت بنغلاديش حماية لآكل النمل الحرشفي الصيني من خلال قانون الحفاظ على الحياة البرية وأمنها.

لقد وضعت الصين عدد تشريعات أكثر بكثير لحماية حيوانات آكل النمل الحرشفي من الدول الأخرى، لأن عدد هذه الأنواع انخفض بشكل كبير وبصورة واضحة في الصين خلال العقود القليلة الماضية. وقد كان ذلك النتيجة المباشرة للصيد غير المشروع وغير القانوني بصورة مفرطة لحيوانات آكل النمل الحرشفي من أجل لحمها وحراشفها.

### جهود الحفظ
في مايو 2016، أظهر استطلاع للرأي، الذي يمثل 1892 بالغًا صينيًا، أن أكثر من 80 ٪ من الشعب الصيني يريدون حماية حيوانات آكل النمل الحرشفي. تم تجميع الاستطلاع عبر مؤسسة آيتا والجمعية الإنسانية الدولية.
لجنة نجاة الأنواع (الاسم بالإنجليزية: Species Survival Commission، إختصارها SSC) التابعة للاتحاد الدولي لحفظ الطبيعة، والمتخصصة بحيوانات آكل النمل الحرشفي، قامت بوضع إقتراح في يوليو عام 2014 لزيادة الوعي، والتمويل، والأبحاث من أجلالمحافظة على حيوانات آكل النمل الحرشفي . تشمل بعض النقاط البارزة في الخطة وضع بروتوكولات لرصد مجموعات آكل النمل الحرشفي، وإنشاء مؤشر استهلاك لمنتجات آكل النمل الحرشفي، واستخدام تحليل الحمض النووي (فحوصات جينية) لتحديد الاختلاف بين أنواع آكل النمل الحرشفي وداخل النوع نفسه، وتحديد الأماكن التي تتواجد بها هذه الأنواع بكثرة لتحديد أفضل فيما يتعلق بتخصيص الموارد. علاوة على ذلك، تهدف خطة الحفظ إلى زيادة المراقبة القائمة على الدوريات حول المناطق التي تتواجد بها هذه المخلوقات بكثرة، وزيادة الوعي والتعليم حول شدة خطورة هذه المشكلة، والأهم من ذلك، تنفيذ وتطبيق إستراتيجية لخفض حدة الطلب على لحوم آكل النمل الحرشفي وعلى حراشفه.
هناك بديل آخر للتشريع، اقترحه الاتحاد الدولي لحفظ الطبيعة، يتضمن تقديم حوافز إيجابية، مثل النفقات المادية أو السيطرة على موارد الأراضي، للمجتمعات المحلية مقابل مشاركتهم في جهود الحفظ. اقترح باحثون آخرون أهمية إيجاد بدائل بيولوجية أخرى للأنواع المهددة بالانقراض التي تستخدم في الأدوية التقليدية. يمكن استخدام شفرة الدنا الخيطية وتحليلها لتحديد الأنواع الشائعة المتشابهة وراثيًا بما فيه الكفاية لإنتاج تأثيرات مشابهة لحراشف حيوانات آكل النمل الحرشفي الصينية. للقضاء على الصيد غير المشروع وغير القانوني، يمكن أيضًا استخدام تقنية الترميز الشريطي للكشف الدقيق عن منتجات الأنواع التي يتم استيرادها وتصديرها.
المؤسسة الصينية لحفظ التنوع البيولوجي والتنمية الخضراء (الاسم بالإنجليزية: China Biodiversity Conservation and Green Development Foundation، إختصارها: (CBCGDF)، وهي منظمة غير ربحية وغير حكومية ، تعتبر استباقية بشكل خاص في إجراء الأبحاث وجمع البيانات الميدانية للحفاظ على حيوانات آكل النمل الحرشفي الصيني. منذ يوليو 2017، أنشأت هذه المنظمة غير الحكومية، التي تتخذ من بكين مقراً لها، ثلاث مناطق للحفاظ على مجتمعات حيوانات آكل النمل الحرشفي الصيني في مقاطعات هونان وقوانغشي وجيانغشي.
في أواخر أغسطس 2017، صادرت المؤسسة الصينية لحفظ التنوع البيولوجي والتنمية الخضراء (الاسم بالإنجليزية: China Biodiversity Conservation and Green Development Foundation، إختصارها: (CBCGDF) مجموعة من حيوانات آكل النمل الحرشفي الصيني - عددها 33 بنغولين - من الصيادين الصينيين وأطلقت سراحها في مركز إنقاذ الحياة البرية في قوانغشي. بعد أن تم إطلاق سراح هذه الحيوانات، تم تقديم عدة اقتراحات من المؤسسة، مثل تحسين تنظيمات وإجراءات الإنقاذ الخاصة بهذه الحيوانات؛ الإفراج الفوري عنها في البرية بعد الشفاء التام؛ إبقاء المعلومات مفتوحة للجمهور؛ مراجعة القوانين والتنظيمات للحفاظ على الأنواع المهددة بالانقراض في قوانغشى. ومع ذلك، نجا فقط 14 بنغولين صيني (آكل نمل حرشفي صيني). في يوم آكل النمل الحرشفي العالمي 2017 ، دعت CBCGDF إلى حذف حراشف آكل النمل الحرشفي، كمكون، من كتاب الطب الصيني التقليدي. كما ودعت CBCGDF إلى حرق حراشف حيوانات آكل النمل الحرشفي المصادرة، التي تم شحنها بشكل غير قانوني إلى الصين. إضافة على ذلك، في يوليو 2018، إستضاف مرفق معلومات التنوع الحيوي العالمي (إختصارها بالإنجليزية : GBIF) مؤتمر نظمته CBCGDF. خلال هذا المؤتمر، قامت CBCGDF بمشاركة البيانات الحديثة والثمينة حول حيوانات آكل النمل الحرشفي الصيني، بشكل علني مع GBIF.

## روابط خارجية
- حافة الوجود (بانجولين صيني) - إنقاذ أكثر الأنواع تميزًا وتطورًا في العالم (EDGE)
- IUCN SSC Pangolin Specialist Group - Pangolin Chinese
- دخول ADW
- جونغ تاي تشاو. الحالة العامة ل Formosan Pangolin Manis pentadactyla pentadactyla
- علم التشفير - المخلوق